# Comuna de Nowy Kawęczyn
Nowy Kawęczyn (polaco: Gmina Nowy Kawęczyn) é uma gminy (comuna) na Polónia, na voivodia de Lodz e no condado de Skierniewicki.
De acordo com os censos de 2004, a comuna tem 3343 habitantes, com uma densidade 32 hab/km².

## Área
Estende-se por uma área de 104,41 quilômetros quadrados.

## Demografia
Dados de 30 de Junho de 2004:
|                      | Total   | Total | Mulheres | Mulheres | Homens  | Homens |
| -------------------- | ------- | ----- | -------- | -------- | ------- | ------ |
|                      | pessoas | %     | pessoas  | %        | pessoas | %      |
| População            | 3343    | 100   | 1672     | 50       | 1671    | 50     |
| Densidade (pop./km²) | 32      | 100   | 16       | 16       | 16      | 16     |

De acordo com dados de 2002, o rendimento médio per capita ascendia a 1404,8 zł.